# Don't Talk (Put Your Head on My Shoulder)
Don't Talk (Put Your Head on My Shoulder) è un brano musicale composto da Brian Wilson e Tony Asher per il gruppo pop rock statunitense The Beach Boys. È la quarta traccia dell'album Pet Sounds pubblicato nel 1966.

## Il brano
Don't Talk (Put Your Head on My Shoulder) è una delle quattro canzoni di Pet Sounds dove Brian è l'unico membro dei Beach Boys a partecipare alla registrazione. Come la maggior parte dei brani di Pet Sounds, Don't Talk (Put Your Head on My Shoulder) è un'escursione melodica ed introspettiva circa la disperazione amorosa e la malinconia. La canzone inizia come una melodia corale senza testo, per proseguire sotto forma di lenta ballata con un complesso arrangiamento e una coda strumentale di stampo classico.
A proposito della canzone, Brian Wilson disse: «È una delle canzoni più dolci che abbia mai cantato. Devo ammettere che sono fiero di questa traccia. L'innocenza della gioventù che si avverte nella mia voce, è come quella di un fanciullo. Penso sia questo che piace tanto alla gente».

### Registrazione
Vennero fatti diversi tentativi di incidere la canzone, inclusa una versione nella quale Brian suonava il pianoforte acustico.
Il primo tentativo concreto di registrare la versione definitiva del brano ebbe luogo l'11 febbraio 1966 agli studi Western Studios di Hollywood, California. La sessione, vide la registrazione della traccia base strumentale e del cantato di Wilson. La canzone è una delle poche nel repertorio dei Beach Boys a non contenere armonie canore di sottofondo e controcanti. Tuttavia, nel corso di una sessione tenutasi il 13 ottobre 1965, ne era stata incisa una versione preliminare a più voci, anche se non è mai stato chiarito perché poi venne scartata. Il 3 aprile 1966, sempre ai Western Studios, vennero effettuate le sovraincisioni relative alla sezione d'archi.

## Musicisti
- Brian Wilson - voce solista
- Arnold Belnick - violino
- Hal Blaine - batteria
- Norman Botnick - viola
- Glen Campbell - chitarra
- Frank Capp - vibrafono, timpani
- Al de Lory - organo
- Steve Douglas - percussioni
- Carol Kaye - basso
- Lyle Ritz - contrabbasso
- Joseph Saxon - violoncello
- Ralph Schaeffer - violino
- Sid Sharp - violino
- Billy Strange - chitarra
- Tibor Zelig - violino

## Cover
- Linda Ronstadt reinterpretò la canzone nel suo album del 1993 Winter Light.
- Anne Sofie von Otter eseguì la canzone nel suo album inciso insieme a Elvis Costello, For the Stars.
- La band indie-rock statunitense Coast Jumper ha reinterpretato Don't Talk (Put Your Head on My Shoulder) sul proprio album di debutto  Grand Opening.[3]